# مقاطعة لنكران
مقاطعة لنكران (بالأذرية: Lənkəran ،Lenkoran) هي مقاطعة في أذربيجان، وهي تحيط بمدينة لنكران ولكن لاتشملها حدودها الإدارية وتعتبر منطقة إدارية منفصلة، حيث تم إنشاء مقاطعة لنكران كمنطقة إدارية في 8 أغسطس من عام 1930 بمساحة 1539 كم2 من المناطق الجافة. وتملك المقاطعة مدينتين و8 مستوطنات سكنية و83 قرية وتبعد عن باكو عاصمة البلاد حوالي 268 كم.

## السكان
- إجمالي عدد السكان :197 ألف 500 نسمة
- نسبة السكان في المناطق الحضرية : 39%
- نسبة عدد سكان الأرياف : 61%

## أعلام
- الله شكر باشازاده